# Mosquiter coronat
El mosquiter coronat o mosquiter de corona(Phylloscopus coronatus) és una espècie d'ocell de la família dels fil·loscòpids (Phylloscopidae). És un ocell migratori que cria a l'Àsia oriental, a l'extrem sud-oriental de Rússia, nord-est de la Xina, Corea i el Japó, a més de les muntanyes de l'interior de la Xina. A l'hivern es desplaça al sud, al sud-est asiàtic, arribant fins a Sumatra i Java, a Indonèsia. Els seus hàbitats principals són els boscos boreals, els boscos temperats, els boscos tropicals i subtropicals de frondoses humits de les terres baixes, els manglars i els matollars humids tropicals i subtropicals. El seu estat de conservació es considera de risc mínim.